# رزلاون (ایندیانا)
رزلاون (به انگلیسی: Roselawn) یک منطقهٔ مسکونی در ایالات متحده آمریکا است که در ایندیانا واقع شده‌است. رزلاون ۲۱٫۰ کیلومتر مربع مساحت و ۴٬۱۳۱ نفر جمعیت دارد و ۲۰۸ متر بالاتر از سطح دریا واقع شده‌است.